# Menneskeabeprojektet
Menneskeabeprojektet (eng. Great Ape Project – GAP) er en international organisation af primatologer, psykologer, etikere og andre eksperter som taler for at FN bør vedtage en menneskeaberettighedserklæring, som vil tildele visse menneskeaber, chimpanser, bonoboer, gorillaer og orangutanger, grundlæggende juridiske rettigheder. Disse omfatter retten til liv, beskyttelse af individuel frihed og forbydelse af tortur.
Menneskeabeprojektet blev grundlagt i 1993.
Organisationen overvåger også menneskeaber i USA gennem en form for "folketællinger". Når rettighedserklæringen evt. vil blive vedtaget, vil GAP kræve løsladelsen af menneskeaber fra fangenskab; i øjeblikket holdes 3.100 aber i USA, deriblandt 1.280 til brug i biomedicinsk forskning.
Bogen Great Ape Project, redigeret af filosofferne Paola Cavalieri og Peter Singer, indeholder bidrag fra 34 forfattere, deriblandt Jane Goodall og Richard Dawkins, som har indsendt artikler hvori de støtter projektet. Forfatterne skriver at mennesker er intelligente dyr med et varieret socialt, følelsesmæssigt og kognitivt liv. Hvis menneskeaber også viser sig at have disse egenskaber, mener forfatterne at de fortjener samme rettigheder som mennesker giver sin egen art.
Bogen fremhæver forskningsresultater som underbygger teorien om at menneskeaber besidder både rationalitetsevne, selvbevidsthed og evnen til at være vidende om dem selv som særskilte individder med en fortid og en fremtid. Dokumenterede samtaler (via tegnsprog) med nogle menneskeaber danner grundlag for disse resultater. Bogen handler også om delingen mellem mennesker og menneskeaber, menneskeaber som personer, fremskridt i rettigheder for alvorligt retarderede (som engang var en overset minoritet) og menneskeabers situation i verden i dag.
Fra et biologiske synspunkt skrev dr. Pedro A. Ynterian fra International GAP Project "Mellem os to kunne vi endda have en forskel på 0,5% i vores DNA. Forskellen mellem en chimpanse og os er kun 1,23%. Menneskeblod og chimpanseblod, med kompatible blodgrupper, kan udveksles gennem blodtransfusion. Hverken vores eller chimpansernes blod kan udveksles med nogen anden arts. Vi er genetisk tættere på en chimpanse end en mus er på en rotte."

## Fodnoter
1. ↑  "Projekt Menneskeabe". Arkiveret fra originalen 1. december 2006. Hentet 6. maj 2007.